# Зорица Ћетковић
Зорица Ћетковић је пијанисткиња, чембалисткиња и камерна музичарка, професорка чембала и других предмета из области музике и извођачке уметности на Факултету музичке уметности у Београду. 

## Биографија
Зорица Ћетковић је дипломирала клавир (1970), магистрирала клавир (1975) и чембало (1989) на Факултету музичке уметности у Београду. Била је један од најбољих ученика професорке Оливере Ђурђевић која је заправо увела наставу чембала на Факултет. Зорица Ћетковић и њен колега професор Милош Петровић су наставили пионирски рад своје професорке и данас је настава чембала толико унапређена да је уведена и у средње школе. На ФМУ у Београду ради од 1984. Током рада да на факултету, у више наврата је обављала функцију шефа Катедре за камерну музику, шеф Већа одсека за камерну музику, била члан Савета факултета, члан статутарне комисије.
Била је финалисткиња пијанистичког такмичења у Загребу 1972. и Међународног такмичења чембалиста у Паризу 1977.
Као солисткиња је наступала са Београдском филхармонијом, Симфонијским окрестром РТС и оркестрима „Гудачи Светог Ђорђа“, „Душан Сковран“ и „Pro Musica“.
Чланица је клавирског трија „Musica da Camera“.
Одржала је велики број концерата широм Србије и Европе.